# جامع سيف أباد
جامع سيف أباد (بالفارسية: مسجد جامع سیف‌آباد) هو مسجد تاريخي يعود إلى عصر الدولة القاجارية، ويقع في مقاطعة بردسكن، قرية سيف أباد.